# 敘利亞西北部戰役
2017年10月開始的敘利亞西北部戰役最初由伊斯兰国進攻沙姆解放組織在哈馬省北部的控制區引發，敘利亞政府軍隨後也在該地區發動針對沙姆解放組織及其他反政府武裝的攻勢。

## 早期進攻

2017年10月9日－23日哈馬省東北部形勢圖

2017年10月9日，來自塞萊米耶以東包圍圈的伊斯兰国分子越過敘利亞政府軍控制區，攻擊沙姆解放組織在哈馬省東北部的據點。事後有反對派人士指責敘政府軍蓄意在包圍圈留下缺口，讓伊斯蘭國分子得以進入沙姆解放組織控制區。伊斯蘭國分子攻佔超過10個村莊，包括Rahjan。其後沙姆解放組織反攻，奪回其中5個村莊。經過兩星期戰鬥後，沙姆解放組織成功奪回另外11個村莊。
敘政府軍自10月22日開始猛烈空襲在該地區的沙姆解放組織據點，10月24日開始從伊特里亞發起地面攻勢。截至10月28日，敘軍已成功從沙姆解放組織和伊斯蘭國手上收復6至10個村莊，而伊斯蘭國控制的村莊則減至5個。在10月27日至28日之間的夜間，敘軍第3師和第4師部隊向Rahjan推進。
10月30日，沙姆解放組織與進攻的敘政府軍和伊斯蘭國發生激戰。在10月31日至11月1日間，敘軍從沙姆解放組織手上收復5至7個村莊。與此同時沙姆解放組織也從伊斯蘭國手上奪得兩個村莊。
11月2日，敘軍從另一方向發起攻勢，收復4個村莊，包括在阿勒頗南郊的Al-Rashadiyah。沙姆解放組織在次日奪回包括Al-Rashadiyah在內的失地。
11月3日，敘軍在蒙受重大傷亡後攻佔沙姆解放組織控制的村莊Al-Shakusiyah，直抵Rahjan東面外圍。11月4日至7日間，敘軍再收復另外5個村莊。
11月13日，敘軍開闢新戰線，在隨後兩日內收復9個村莊。Sarha村在11月14日至16日間經過三度易手後落入敘軍控制。附近的Qasr Ali村也被敘軍收復。

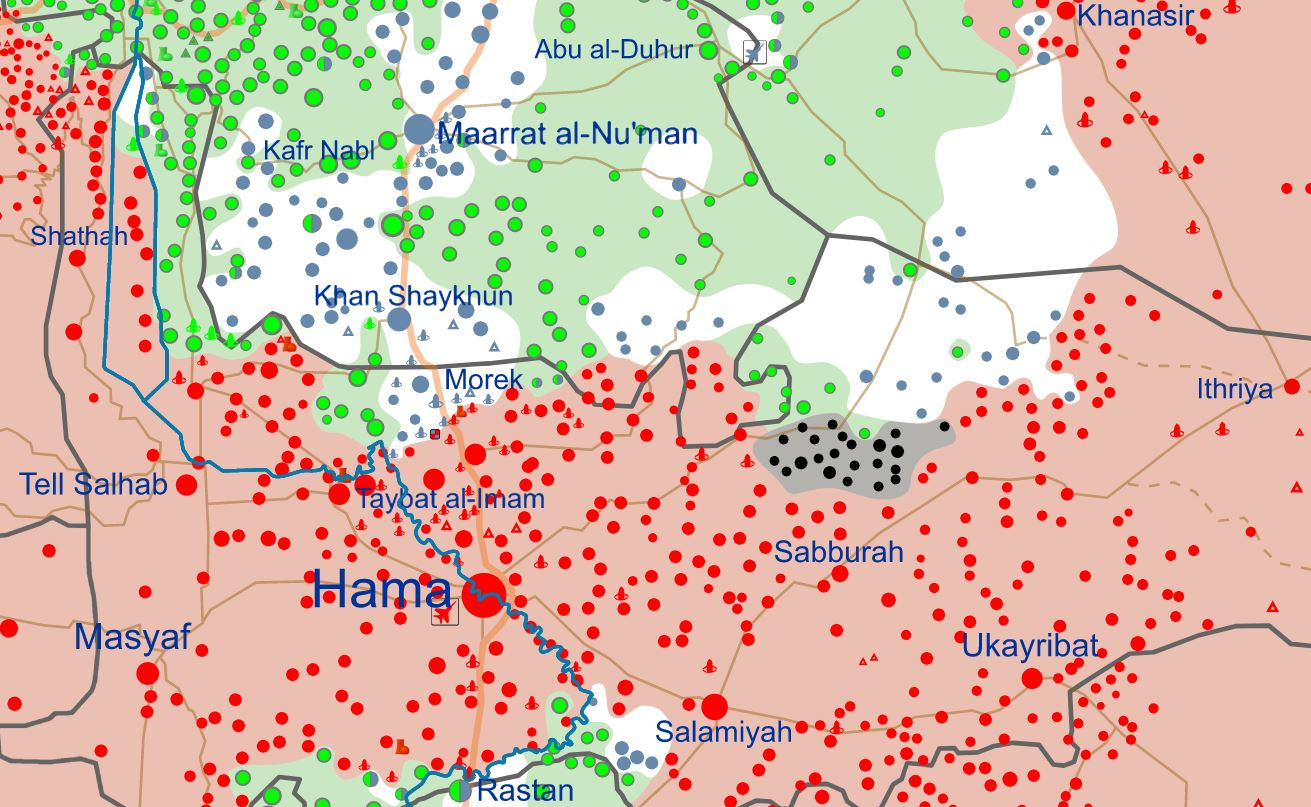
2017年11月24日哈馬省及伊德利卜省南部形勢圖：敘利亞政府（紅）；伊斯蘭國（灰／黑點）；沙姆解放組織（白／灰點）；其他敘利亞反對派（綠）

11月21日，伊斯蘭國從沙姆解放組織手上攻佔4個村莊。伊斯蘭國在次日再攻佔另外9個村莊。與此同時，敘政府軍推進至距離Rahjan只有數百米遠的地方。敘軍又收復阿勒頗南郊的一個村莊。至此敘軍在本次攻勢已收復哈馬省鄉郊29個村莊。
11月24日，伊斯蘭國攻佔5個原由沙姆解放組織控制的村莊。4日後沙姆解放組織反攻，奪回2個村莊。另一方面，敘軍經過多日戰鬥後，攻佔阿勒頗南郊的Al-Rashadiyah鎮。敘軍隨後再收復附近4個村莊，推進至阿布杜胡尔空軍基地20公里之內。反對派隨後反攻，奪回阿勒頗郊區2個村莊，但其中一個又再度被敘軍收復。

## 攻入伊德利卜省東南部
12月3日，敘軍決定繞過有防禦工事的Balil村，攻佔在其東面、位於伊德利卜省東南部的3個村莊或地點。伊斯蘭國於12月5日向反對派發起新攻勢，推進至距離伊德利卜省省界不到10公里的地方，到次日已攻佔8個村莊。伊斯蘭國分子於12月9日攻入伊德利卜省，再有3個村莊落入其手中。另一方面，敘軍於12月9日和10日在伊省收復數個村莊。經過歷時超過3日的激戰後，伊斯蘭國於12月20日從沙姆解放組織手上攻佔Rasm Hammam村。

## 阿勒頗省西南部戰鬥
2017年12月中的多數戰鬥在阿勒頗省西南部發生。敘軍於12月14日至19日再收復數個村鎮。

## 阿布杜胡爾

2017年12月24日形勢圖

12月19日，敘政府軍與盟軍攻佔伊德利卜省的a-Ruwaydah村。
沙姆解放組織於12月20日向伊斯蘭國發動反攻，奪回5個村莊，包括Rasm Hammam，但不久之後伊斯蘭國又奪回Rasm Hammam。12月26日，沙姆解放組織擊落一架敘利亞空軍L-39信天翁改裝戰機，並處決被俘機師。
俄軍於12月28日和29日猛烈空襲，與此同時伊德利卜省南部的Abu Dali村也爆發激戰。敘政府軍於12月28日取得突破，收復3個村莊，並於同日稍後進入反對派棄守的Abu Dali。12月29日，由老虎部隊帶領的敘軍收復Abu Dali西南方的Hamadaniyeh。老虎部隊於12月30日收復Atshan，並與第4裝甲師聯手收復Abu Omar、Al-Saloumyah和Al-Jadouyah三個村莊。
2018年1月1日至3日間，敘軍先後收復Umm Elkhalayel、Niha、Hawa、Ard az-Zurzur、Mashraft al-Jouaan、Dreibiyeh、Umm Sehrij等十多個聚居點。
1月4日早上，敘軍收復伊德利卜省4個村莊。敘軍於1月5日收復另外14個聚居點。同日伊斯蘭國分子從其他反政府軍手上奪取2個村莊。敘軍在直至1月6日早上的夜襲中收復Al-Nasiriya、Lweibdeh Sharki和Lweibdeh Shamaliyah3個村莊。1月6日稍後有另外3個鄉郊聚居點落入敘軍控制，使得敘軍進一步逼近處於交通要道的辛賈爾鎮。同日下午敘軍又收復另外2個村莊。1月7日有多個地點落入敘軍手中，包括辛賈爾。俄敘聯軍在該夜對伊德利卜省的空襲造成至少21名平民喪生。1月8日，敘軍收復14個村莊。1月9日，敘軍收復15個村鎮，包括Rahjan。1月10日，敘軍在伊德利卜省收復25個村鎮，到達阿布杜胡爾空軍基地的外圍。沙姆解放組織在哈馬省的最後一個主要據點Um Myal也被敘軍攻佔。
1月11日，一些與自由敘利亞軍有聯繫的反政府武裝宣佈組成新的聯盟，並且攻擊敘政府軍在伊德利卜省南部的新收復地區。敘利亞人權觀察（SOHR）報道反對派一度從敘軍手上奪回9個村莊，但是最終又被敘軍全數收復。1月12日，敘軍收復另外3個在阿布杜胡爾空軍基地東面的村莊。截至1月14日，敘軍在阿布杜胡爾攻勢中已收復115個村莊。
沙姆解放組織和突厥斯坦伊斯蘭黨於1月14日向敘軍發起反攻，奪回5個村莊。敘軍於1月15日重新收復Atshan，並在稍早時候收復Abu Omar和Al-Hawa。1月16日，在敘軍收復3個聚居點和一個小山後，阿布杜胡爾空軍基地的一部分已落入敘軍炮火射程內。與此同時，敘軍收復阿勒頗西南郊的5個村莊，進一步威脅阿布杜胡爾空軍基地。在阿勒頗省的敘軍也收復阿勒頗西南郊的Qaytil和Umm Salasil，進一步接近伊德利卜省東部的友軍。
伊斯蘭國在此期間通過反對派武裝改投他們或棄守據點，從反對派手上取得約30個聚居點。1月19日，反對派在哈馬省東北部的最後據點也落入伊斯蘭國手中。
敘軍於1月20日攻佔阿布杜胡爾空軍基地，並收復11個村莊，把伊斯蘭國分子包圍於一塊超過1000平方公里的區域內。同日敘軍又收復阿勒頗西南郊的另外10個村莊。1月21日，敘軍與親政府民兵從伊斯蘭國手上收復哈馬省東北部的兩個村莊，並從其他反對派手上收復伊德利卜省東部和阿勒頗省西南部的另外5個聚居點。同日稍後，敘軍收復伊德利卜省東南郊兩個先前被反對派奪回的村莊。

## 肅清伊斯蘭國包圍圈

2017年12月25日至2018年1月31日形勢圖